# Ilyomyces
Ilyomyces — рід грибів родини Laboulbeniaceae. Назва вперше опублікована 1917 року.